# 4364 Shkodrov
4364 Shkodrov eller 1978 VV5 är en asteroid i huvudbältet som upptäcktes den 7 november 1978 av de båda amerikanska astronomerna Eleanor F. Helin och Schelte J. Bus vid Palomarobservatoriet. Den är uppkallad efter astronomen Vladimir Sjkodrov.